# Peking Express: De Mekong Route
Peking Express: De Mekong Route was de derde editie van het Vlaams/Nederlands televisieprogramma Peking Express.
Het derde seizoen speelde zich opnieuw af in Azië, waar 8 koppels zo snel mogelijk moesten liften in Vietnam, Cambodja, Laos en China. De start was bij de Mekong-delta en de race ging langs de Mekong-rivier naar Lhasa, waar de finale plaatsvond.

## Manipulaties
Het programma kwam in opspraak doordat oud medewerker Marc Hoogsteyns naar buiten treedt met mededelingen over manipulaties zoals het regelen van liften voor interessante stellen, zodat de 'saaie pieten' afvallen. Maar met de overdaad aan realityprogramma's en het feit dat de gemiddelde kijker inmiddels ook beseft dat reality TV natuurlijk nooit ècht reality TV is, verstomt de negatieve aandacht.
Aangezien de eerste twee edities werden gewonnen door een Vlaams koppel, wordt verondersteld dat deze reeks gewonnen zal (moeten) worden door een Nederlands koppel. Dit om de Nederlandse kijkers en opdrachtgever niet te verliezen. Lange tijd ziet het ernaar uit dat het Nederlandse duo Amir en Jimmy deze editie op hun sokken zullen gaan winnen. Vooral nadat hun rivalen Inge en Lien vrij onverwacht het programma hebben moeten verlaten. Desalniettemin wordt ook de derde editie gewonnen door een Vlaams duo, te weten Yves en Wendy. Net zoals de winnaars van serie één, een stel ex-geliefden.

## Etappe-overzicht
| Etappe | van           | naar          | plaatsen op de route                  |
| ------ | ------------- | ------------- | ------------------------------------- |
| 1      | Mekong-delta  | Saigon        |                                       |
| 2      | Saigon        | Châu Đốc      | Mỹ Tho                                |
| 3      | Châu Đốc      | Kampong Thom  | Phnom Penh, Tonlé Sapmeer, Angkor Wat |
| 4      | Santuk        | Stung Treng   | Kouk Char                             |
| 5      | Stung Treng   | Paksan        | Tat Lo, Pakse                         |
| 6      | Paksan        | Luang Prabang | Vientiane                             |
| 7      | Luang Prabang | Natui         | Muang Sing                            |
| 8      | Jinghong      | Dali          | Zhenyuan                              |
| 9      | Dali          | Dechen        | Lijiang, Zhongdaing                   |
| 10     | Tsakalho      | Chamdo        | Meyul                                 |
| 11     | Chamdo        | Bayi          | Rawok, Yurda, Kanza, Pomi             |
| 12     | Bayi          | Lhasa         | Chamzo                                |

## Rangschikking
| # | Koppel              | Aflv. 1 | Aflv. 2 | Aflv. 3 | Aflv. 4 | Aflv. 5 | Aflv. 6 | Aflv. 7 | Aflv. 8 | Aflv. 9 | Aflv. 10 | Aflv. 11 | Finale |
| - | ------------------- | ------- | ------- | ------- | ------- | ------- | ------- | ------- | ------- | ------- | -------- | -------- | ------ |
| 1 | Yves & Wendy        |         |         |         |         |         |         |         |         |         |          |          | 1x     |
| 2 | Chris & Lut         |         |         |         |         |         |         |         |         |         | 3x       |          | 2x     |
| 3 | Jimmy & Amir        |         |         | 1x      |         | 1x      |         | 1x      |         |         |          |          |        |
| 4 | Marc & Theo         |         |         |         |         |         |         |         |         |         |          |          |        |
| 5 | Frank & Bliss       |         |         |         |         |         |         | 2x      |         |         |          |          |        |
| 6 | Inge & Lien         | 1x      |         | 1x      |         | 1x      |         |         |         |         |          |          |        |
| 7 | Miranda & Jan       | 1x      |         |         |         |         |         |         |         |         |          |          |        |
| 8 | Martijn & Marjolein |         |         |         |         |         |         |         |         |         |          |          |        |

     Het koppel had deze etappe een vrijgeleide
     Het koppel won een voorsprong
     Het koppel won een aantal amuletten ter waarde van 10.000 euro
     Het koppel had deze etappe een handicap gekregen
     Het koppel won de race
     Het koppel is afgevallen
- In de derde aflevering kregen ook Inge & Lien een handicap van Jimmy & Amir, die een voorsprong wonnen.
- In de vijfde aflevering wonnen Inge & Lien twee voorsprongen.
- In de zesde aflevering kregen Inge & Lien een handicap van Yves & Wendy; namelijk het blok genaamd Reinier, uit seizoen 1 van Peking Express.
- In de zevende aflevering wonnen Jimmy & Amir twee amuletten aan de finish, volgens afspraak schonken zij Frank & Bliss hun tweede amulet.

Landen: Nederland & Vlaanderen · Frankrijk · Duitsland · Noorwegen, Zweden & Denemarken · Spanje 

Nederlandse seizoenen: 2004 · 2005 · 2006 · 2007 · 2008 · 2012 · 2017

Zie ook: Peking Express VIP · In het spoor van Peking Express · Kanakna